# Ludwinów (Warszawa)
Ludwinów – dawna wieś, obecnie osiedle w warszawskiej dzielnicy Ursynów, położone między Krasnowolą, Grabówkiem i Jeziorkami.

## Opis
Miejscowość została założona po 1864 i była zamieszkana wyłącznie przez osadników niemieckich.
W okresie międzywojennym Ludwinów wchodził w skład gminy Falenty.
W 1951, podobnie jak wiele innych wsi i osad na przedmieściach ówczesnej Warszawy, został włączony w jej granice.
Ludwinów jest częścią miasta o identyfikatorze SIMC 0918360.